# 河北石油职业技术大学
39°10′09.82″N 117°10′33.82″E / 39.1693944°N 117.1760611°E

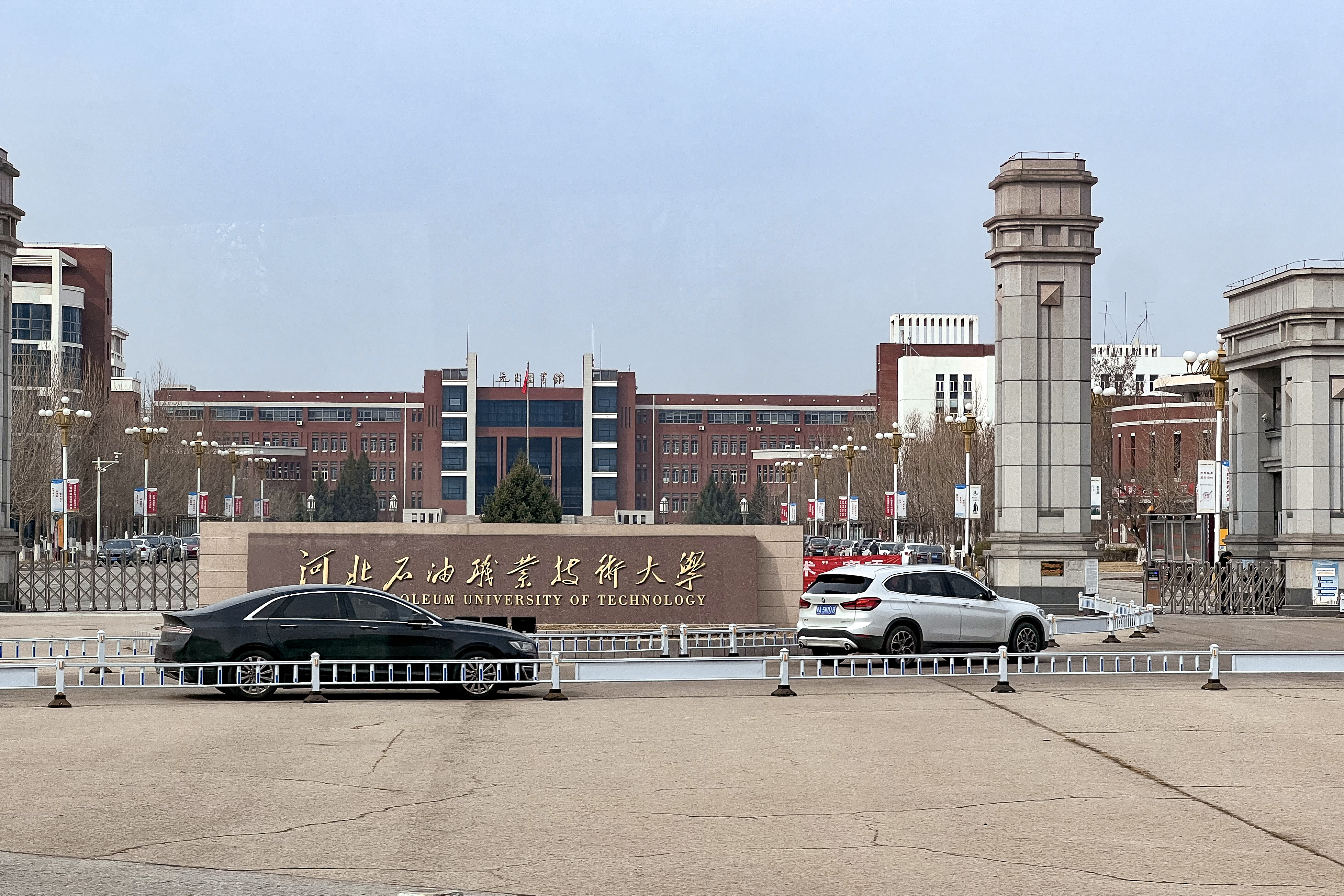
承德校区

河北石油职业技术大学是河北省属的一所公办本科层次职业学校。

## 历史

### 承德油专时期
学校始于1903年创办于天津的“北洋工艺学堂”，是中国兴办最早的高等工业职业院校。1905年学校创建的实习工场是中国创办时间最早的高等学校校办实习工厂之一。学校1952年开始面向石油工业服务，1958年迁至河北省承德市，更名为承德石油高等专科学校（简称“承德油专”或“承油高专”）。2000年学校管理体制由隶属于中国石油天然气集团公司转为中央与地方共建，以河北省人民政府管理为主。2002年10月，教育部校史论证专家组经过论证确认，学校起源于高等教育层次，办学历史连续，承绪分明，已有百年历史。
学校1997年被原中国国家教委确定为首批“全国示范性普通高等工程专科重点建设学校”，2005年在高职高专院校人才培养工作水平评估中评价为优秀，2006年被确定为首批河北省重点建设示范性高职院校。

### 河工大城院时期
2001年，河北工业大学城市学院创建，为全日制本科层次独立学院。由张家口市人民政府、河北工业大学、民生教育联合举办。

### 合并转设
2020年10月10日，河北省教育厅发布公示，拟将独立学院河北工业大学城市学院、高专院校承德石油高等专科学校两院（校）合并转设，组建公办本科层次职业学院河北石油职业技术大学，由河北省教育厅直属。2020年12月24日，教育部发展规划司发布《关于拟同意设置本科高等学校的公示》，拟定同意河北工业大学城市学院转设为公办职业高等学校河北石油职业技术大学。
2021年1月25日，经中华人民共和国教育部批准，原由河北工业大学管理的独立学院河北工业大学城市学院脱离该校管理，与高专学校承德石油高等专科学校两校（院）合并转设，重新组建为公办本科层次职业学校河北石油职业技术大学，由河北省人民政府领导管理。

## 院系设置
| - 电气工程系 - 土木工程系 - 机械工程系 - 管理系 - 计算机科学与软件系 - 建筑与艺术设计系 - 材料科学与工程系 - 信息工程系 | - 化工系 - 能源与环境工程系 - 外国语系 - 人文与法律系 - 公共事业管理系 - 理学系 - 控制科学与工程系 - 体育部 |

（专业设置）